# スベヒタイヘルメットイグアナ
スベヒタイヘルメットイグアナ（Corytophanes cristatus）は爬虫綱有鱗目トカゲ亜目イグアナ科（バシリスク科とする説もあり）ヘルメットイグアナ属に分類されるトカゲ。

## 分布
エルサルバドル、コスタリカ、コロンビア北部、ニカラグア、パナマ、ベリーズ、ホンジュラス、メキシコ

## 形態
全長30-40cm。体色は個体により褐色、赤、オレンジ、黄緑等と様々で、黒い斑紋が入ることもある。また程度体色を変化させることもできる。
東部は大型で頭頂部から後頭部にかけてトサカ（クレスト）が伸び、背面のクレストに繋がる。種小名cristatusは「トサカ状の」の意で、このクレストに由来すると思われる。

## 生態
熱帯雨林に生息する。樹上性で野生では滅多に地上に降りないとされる。外敵に襲われると頭部のクレストを膨らませて威嚇する。
食性は動物食で昆虫類、節足動物等を食べる。
繁殖形態は卵生。

## 人間との関係
ペット用として流通されることがあり、日本にも輸入されている。ほぼ野生個体のみが流通する。
高さのあるケージに止まり木や観賞植物を組み合わせたテラリウムで飼育する。少なくとも飼育下では同じ場所で動かずにじっとしていることが多い。森林に生息するためか極端な明るさを嫌う傾向があり、止まり木や観賞植物等でケージ内に日陰を多く作る必要がある。また高温にも弱いため日本の夏季における飼育にはエアコン等の冷房器具が必要になる。